# عقد الفرق
عقد الفرق
مصطلح في مجال التمويل، وعقود الفروقات (CFD أو) هو عقد بين طرفين، يوصف عادة باسم «المشتري» و«البائع»، وتنص على أن المشتري سيدفع للبائع الفرق بين القيمة الحالية للأصل والقيمة في وقت العقد. (إذا كان الفرق هو سلبي، ثم يدفع البائع للمشتري بدلا من ذلك.)
في العقود المستقبلية والمشتقات المالية تأثير أن تسمح للتجار للاستفادة من الأسعار تتحرك صعودا (مناصب طويلة long positions) أو الأسعار تتحرك إلى أسفل (مناصب قصيرة short positions) على الأدوات المالية الأساسية وغالبا ما تستخدم للمضاربة في تلك الأسواق.
على سبيل المثال، عندما يطبق على الأسهم، وهذا العقد هو أحد مشتقات الأسهم التي تسمح للتجار المضاربة على تحركات أسعار الأسهم، دون الحاجة إلى ملكية الأسهم نفسها.
العقود المستقبلية أو الفرق متوفرة حاليا في المملكة المتحدة وهونغ كونغ وهولندا وبولندا والبرتغال وألمانيا وسويسرا وإيطاليا وسنغافورة وجنوب أفريقيا وأستراليا وكندا ونيوزيلندا والسويد والنرويج وفرنسا وأيرلندا واليابان وإسبانيا. لا يسمح لهم في الولايات المتحدة، وذلك بسبب القيود المفروضة من قبل لجنة الاوراق المالية والبورصات الأمريكية على أكثر من وصفة الأدوات المالية.